# 丹尼尔·努涅斯
丹尼尔·努涅斯（西班牙語：Daniel Núñez，1958年9月12日—），古巴男子举重运动员。他曾代表古巴参加1976年和1980年夏季奥林匹克运动会举重比赛，其中1980年奥运会获得一枚金牌。